# Caroga (Nueva York)
Caroga es un pueblo ubicado en el condado de Fulton en el estado estadounidense de Nueva York. En el año 2000 tenía una población de 1.407 habitantes y una densidad poblacional de 10.7 personas por km².

## Geografía
Caroga se encuentra ubicado en las coordenadas 43°8′36″N 74°29′24″O / 43.14333, -74.49000.

## Demografía
Según la Oficina del Censo en 2000 los ingresos medios por hogar en la localidad eran de $34,911, y los ingresos medios por familia eran $36,852. Los hombres tenían unos ingresos medios de $26,452 frente a los $22,067 para las mujeres. La renta per cápita para la localidad era de $18,048. Alrededor del 9% de la población estaban por debajo del umbral de pobreza.